# 11592 Клінткеллі
11592 Клінткеллі (11592 Clintkelly) — астероїд головного поясу, відкритий 23 березня 1995 року.
Тіссеранів параметр щодо Юпітера — 3,629.